# Attempted Mustache
Attempted Mustache är ett musikalbum av Loudon Wainwright III lanserat 1973 på skivbolaget Columbia Records. Det var hans fjärde album och det spelades in i Nashville med Bob Johnston som producent.
Wainwright hade fått en oväntad amerikansk hitsingel med "Dead Skunk" på sitt förra album Album III, men Attempted Mustache blev ingen försäljningsframgång och tog sig inte in på Billboard 200-listan. Kritiker har dock framhållit det som ett av hans bättre album. Robert Christgau skrev exempelvis "Först var han en misslyckad poet. Nu är han en framgångsrik komiker. En dag kanske har får ihop det och blir en framgångsrik poet, men det här dugar bra" och gav skivan A- i betyg. Jim Newsom som skrivit en recension av skivan för Allmusic kallade albumet "en utmärkt inkapsling av allt Loudon är".
Kate and Anna McGarrigle spelade in en version av "The Swimming Song" till sitt självbetitlade debutalbum 1977. Johnny Cash spelade in en av albumets låtar, "The Man Who Couldn't Cry", på skivan American Recordings.

## Låtlista
1. "The Swimming Song" – 2:26
2. "A.M. World" – 2:31
3. "Bell Bottom Pants" – 2:27
4. "Liza" – 2:47
5. "I Am the Way (New York Town)" – 3:12
6. "Clockwork Chartreuse" – 3:37
7. "Down Drinking at the Bar" – 3:55
8. "The Man Who Couldn't Cry" – 6:16
9. "Come a Long Way" – 2:45
10. "Nocturnal Stumblebutt" – 3:45
11. "Dilated to Meet You" – 2:02
12. "Lullaby" – 2:55